# Dziewięć kręgów zła
Dziewięć kręgów zła – trzeci album grupy Destroyers wydany 1 października 2020 roku nakładem wytwórni Putrid Cult. 

## Lista utworów
| Nr | Tytuł utworu          | Słowa      | Muzyka                                       | Długość |
| -- | --------------------- | ---------- | -------------------------------------------- | ------- |
| 1. | „Zemsta Roninów”      | Marek Łoza | Marek Łoza, Dominik Dudała                   | 4:19    |
| 2. | „Jeszcze gorsi”       | Marek Łoza | Dominik Dudała                               | 2:24    |
| 3. | „Noc lubieżnych ciał” | Marek Łoza | Marek Łoza, Tomasz Owczarek                  | 6:59    |
| 4. | „Czarna śmierć”       | Marek Łoza | Marek Łoza                                   | 6:35    |
| 5. | „Wszetecznica”        | Marek Łoza | Tomasz Owczarek                              | 6:26    |
| 6. | „Bal”                 | Marek Łoza | Wojciech Szyszko, Dominik Dudała, Marek Łoza | 4:23    |
| 7. | „Krwawa hrabina”      | Marek Łoza | Dominik Dudała                               | 6:20    |
| 8. | „Dziewięć kręgów zła” | Marek Łoza | Marek Łoza                                   | 10:39   |
|    |                       |            |                                              | 48:05   |

## Twórcy
| - Marek Łoza – wokal - Dominik Dudała – gitara - Tomasz Owczarek – gitara - Wojciech Szyszko – gitara basowa - Łukasz Szpak – perkusja | - Nagranie, miksowanie, mastering: Jarosław Toifl - Projekt okładki: Jerzy Kurczak - Fotografie: Robert Zembrzycki |